# Constantin I. Stăncescu
Constantin I. Stăncescu (n. 20 octombrie 1837, București – d. 8 iunie 1909, București) a fost un dramaturg, traducător, prozator, pictor, critic de artă și profesor român.

## Biografie

### Studii
Constantin I. Stăncescu s-a născut în București în anul 1837 într-o familie înstărită. După absolvirea liceului a oscilat în a urma științele juridice sau o carieră artistică. În final s-a hotărât să urmeze dreptul făcând în această direcție trei ani de studiu. Nu a renunțat la arte, deoarece a studiat în tot acest timp pictura în atelierul lui Gheorghe Tattarescu.
În anul 1857, Tattarescu l-a susținut la examenul de obținere a unei burse în străinătate. În opinia lui Ion Frunzetti, Stăncescu a fost un elev obedient, el fiind unul dintre aceia care își câștigau bunăvoința maeștrilor prin exprimarea neîncetată a unei admirații imense față de activitatea acestora. Tot Frunzetti a fost de părere că nu a fost nevoie ca Stăncescu să facă prea mari eforturi pentru a cuceri îngăduința lui Tattarescu, deoarece era un elev ascultător și făcea o mulțime de copii după lucrările maestrului său. Argumentul pe care s-a bazat Frunzetti a fost că la concursul din anul 1857 pentru câștigarea bursei pentru studii în afara țării, Stăncescu a prezentat cinci lucrări, dintre care patru erau copii după Tattarescu. Acest omagiu tacit adus maestrului l-a determinat pe cel din urmă să insiste pe lângă juriul concursului pentru a-l proclama câștigător pe protejatul său. Această determinare a lui Tattarescu s-a constituit în final, istoric vorbind, la o pată neagră în memoria maestrului, deoarece contracandidatul lui Stăncescu nu era altul decât Nicolae Grigorescu.
Izbânda paradoxală a lui Constantin I. Stăncescu, un diletant într-ale artei, a fost explicată de Ion Frunzzeti prin diferența socială dintre cei doi candidați la bursă. Se știe că Grigorescu era fiu de țăran, mama lui a devenit văduvă de timpuriu și el era un zugrav autodidact fără relații sus-puse. Stăncescu a fost preferat de către autorități datorită intervențiilor, cu toate că fondul de burse „nu mai era disponibil", pentru că expirase termenul de folosire al lui. Cu toate acestea, pentru Constantin Stăncescu s-a găsit o subvenție de 150 de galbeni plus contravaloarea deplasării la Florența.
Nu se cunosc motivele pentru care destinația studiilor a fost schimbată. Dintr-o dată bursa nu a mai fost alocată pentru studii în Italia, ci în Franța. Ca urmare, Stăncescu a plecat în data de 4 noiembrie 1857 la Paris pentru a studia pictura și desenul grafic la École Nationale Supérieure des Beaux-Arts. Cum schimbările de obiective erau o obișnuință pentru el, studiile sale nu au durat doar trei ani așa cum s-a stabilit inițial, ci șapte. Astfel, Eforia Școalelor prin jurnalul nr. 49 din 26 aprilie 1863 i-a prelungit bursa pentru încă un an. În luna noiembrie 1864, artistul a mai solicitat o prelungire a bursei pentru Italia. Cererea a fost aprobată, fapt pentru care Stăncescu a plecat la Roma și Florența.

### Carieră
Întoarcerea în România s-a petrecut în data de 1 iulie 1865. Având talentul de a-și folosi toate mijloacele cu putință pentru atingerea scopurilor, Constantin I. Stăncescu și-a organizat revenirea la București ca pe un adevărat triumf, manevrând cotidianele timpului printr-o publicitate menită să dea impresia concetățenilor săi că arta românească nu a cunoscut niciodată un astfel de eveniment atât de important. Astfel, în publicația „Amicul Familiei" nr 28-29 din 1865, a apărut o notiță care spunea: „Domnul C. Stăncescu, artist pictor român, după o petrecere de opt ani în Franța și Italia, întru d'a studia maeștrii mari, s-a reîntors aducînd opere de un talent aprobat și lăudat în occident de bărbații speciali cei mai eminenți." Ion Frunzetti a apreciat că stilul caragialesc de redactare a notei indică autorul ei - Constantin I. Stăncescu.

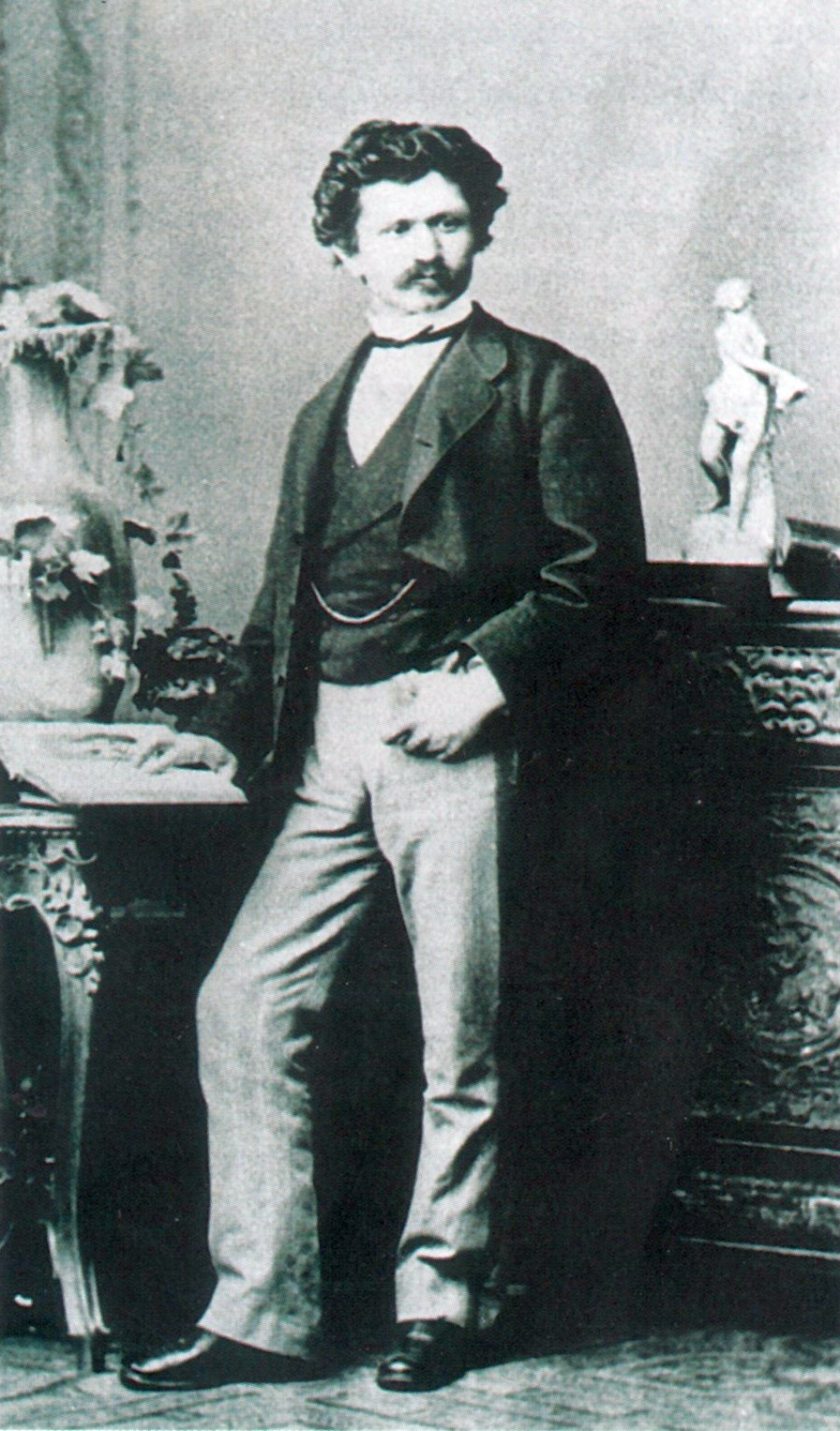
C.I. Stăncescu

Tot în publicația „Amicul Familiei" nr. 30/1865 apare reprodus un articol, redactat de Buletinul Instrucțiunii Publice, care a adus informații în legătură cu activitatea lui Stăncescu la Paris. Scris bine, el a adus în fața cititorului un mesaj laudativ și nu a uitat să menționeze că artistul „ședea zile întregi pe studiu, în atelierul său, muncind necontenit, luptând toate dificultățile artistului cel mare" și că „pictorele" C. I. Stăcescu a fost la Paris elev al Academiei de Belle-Arte și elev al pictorilor Charles Gleyre și Sébastien Cornu. Articolul a mai pomenit și lucrările pe care pictorul le-a trimis de la Paris pentru Muzeul Național din București: un studiu reprezentând pe Venus din Millo (desen ?), un cap de expresie, un studiu intitulat Moise cerșetorul și un studiu de tors.  În plus, se mai amintește în articol că artistul ar mai fi făcut o compoziție, după o nuvelă a lui Costache Negruzzi, în care a reprezentat scena morții lui Alexandru Lăpușneanu. Fiind la Paris, artistul a avut grijă ca la București să apară articole elogioase în ce-l privește, așa cum a fost cel intitulat „Une visite à l'atelier de M. Stăncesco", semnat Constantin Danubiano, publicat în jurnalul „ Voix de la Roumanie" în două numere consecutive, în 30 și 7 iulie 1864. Compoziția Moartea lui Alexandru Lăpușneanu i-a adus lui Stăncescu ultima prelungire a bursei în Italia, la Roma, așa cum s-a afirmat în Buletinul Instrucțiunei Publice.
Mediocru ca pictor, artistul a dorit să devină și revoluționar pentru o activitate alta decât pictura. „Dom-nul Stăncescu nu este numai artist în pictură" — a adăugat la cele notate mai sus autorul articolului din „Amicul Familiei", el este și scriitor și chiar poet. Înainte de a pleca la Paris, el a compus câteva piese de teatru, dintre care una într-un singur act se numea „Treisprezece Septembre 1848". După lovitura de stat din 1865 a lui Cuza și Mihail Kogălniceanu, Stăncescu a presimțit că reabilitarea Revoluției de la 1848 ar putea fi pe plac regimului și ca urmare el se lasă comparat cu pictorul Ion Negulici: „... și Negulici, pe când se ocupa cu pictura, tot într-un timp se da și la alte lucruri de gust, frumoase și instructive... tot așa de morale și folositoare".
Cu timpul, Stăncescu s-a specializat în discursuri la conferințe ale căror tematică era arta. El a trecut cu mare ușurință de la stadiul de practician în ale picturii la statutul de teoretician în istoria artei sau chiar estetică. Această tendință a artistului a fost probabil satisfăcută, în opinia lui Ion Frunzetti, atunci când a pictat Portretul lui Nicolae Bălcescu cu care a participat la Expoziția artiștilor în viață din anul 1868. Constantin I. Stăncescu nu lăsa nicio ocazie să-i scape de a se prezenta publicului. La Expoziția artiștilor în viață din anul 1870, pictorul a câștigat Medalia clasa a II-a cu un portret al lui Ion Heliade-Rădulescu desenat în cărbune.

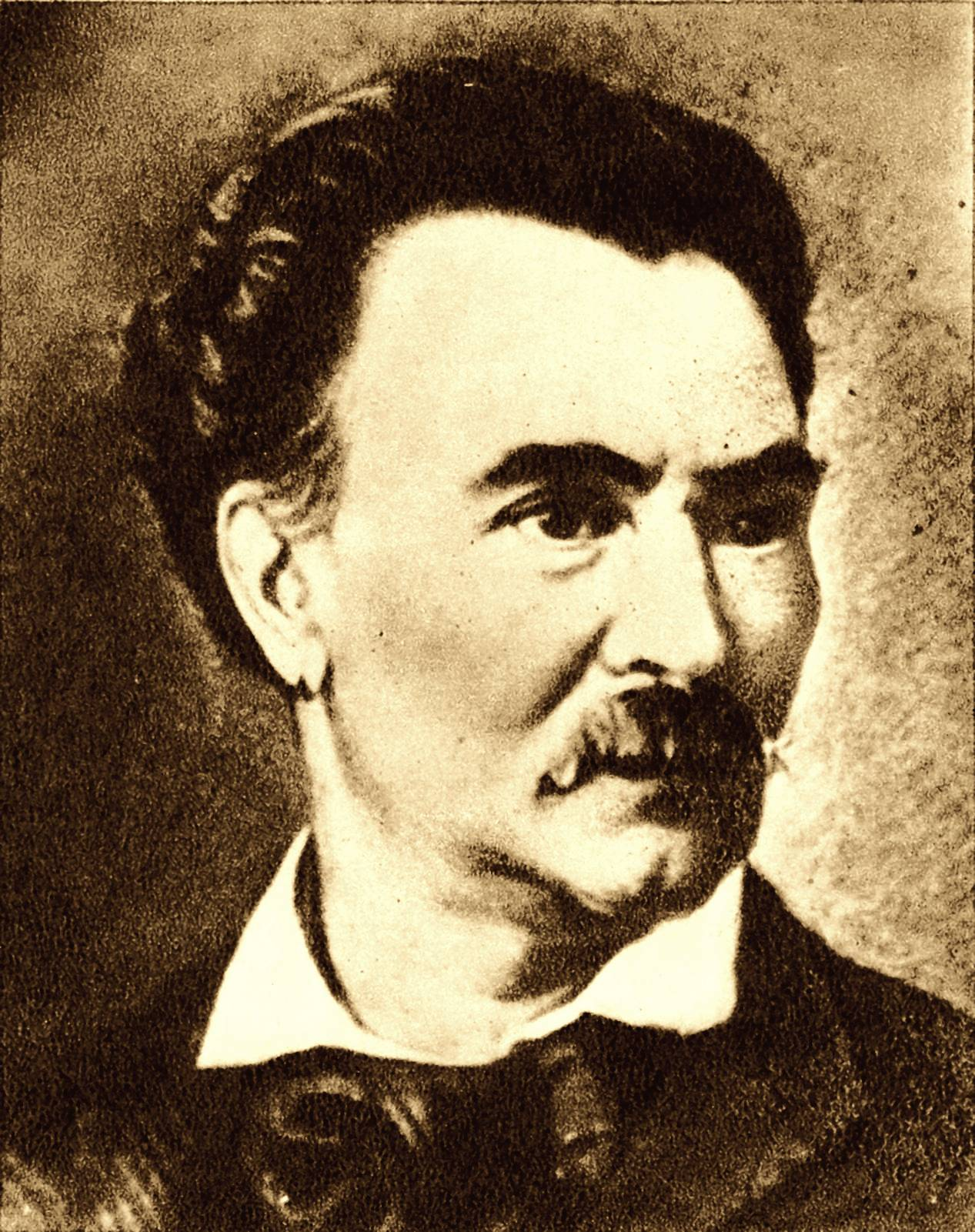
Costache Caragiale - de C.I. Stăncescu

Ca prin minune, de abia venit de la studii, Constantin I. Stăncescu a fost numit profesor la proaspăt înființata Academie de Arte Frumoase de la București.  Stăncescu, după decesul directorului ei Gheorghe Tattarescu, în anul 1894, a preluat funcția de director a instituției.
Catedra de istoria artelor și estetică cerea o cunoaștere temeinică a unor discipline pentru care cele câteva desene în creion sau cele câteva lucrări elogiate de presa timpului nu erau suficiente. Artistul român nu avea la bază studii de specialitate și nici o situație artistică demnă de a fi menționată. Acest profesor de 28 de ani a recurs la un ton pedant și la o erudiție ieftină - de dicționar enciclopedic, pe care și-a însușit-o fără eforturi, în opinia lui Frunzetti, trecând astfel în fața contemporanilor lui drept un reprezentant autorizat în domeniul artei, devenind astfel, un exponent al artiștilor români.
El a practicat și publicistica nu doar pentru a-și plasa creația literară, ci și în postura de cronicar plastic. În această ultimă calitate, a împărțit verdicte în toate direcțiile într-un limbaj infatuat și de cele mai multe ori incorect. A făcut parte din fel și fel de comisii pentru elaborarea de legi pentru acordarea de subvenții și burse de la stat. A făcut parte din comisii pentru distribuirea comenzilor și din juriile tuturor expozițiilor care s-au derulat în București pe toată perioada vieții sale.
Constantin I. Stăncescu a făcut parte din grupul fondatorilor Ateneului Român, fiind din anul 1873 vice-președintele societății Ateneului. Acolo și-a desfășurat activitatea de conferențiar public la același nivel calitativ ca și pictura sa.
Analizând conferințele pe care le ținea de popularizare a artiștilor, cercetătorii contemporani pot găsi judecăți de valoare în care nu se poate avea încredere, precum și formule de exprimare prețioasă și tonuri sentențioase. Informațiile pe care cercetătorii le pot folosi, sunt adesea singurele date care au parvenit istoriei artei românești din acele vremuri. De aceea, istoricii de artă de atunci încoace nu pot să știe cu exactitate despre anumite figuri din trecutul plasticii românești.
Constantin I. Stăncescu a fost un administrator și organizator al tuturor manifestărilor expoziționale de artă din ultimii 35 de ani ai secolului al XIX-lea. Ca urmare, el a pictat din ce în ce mai puțin, până a ajuns să nu mai picteze deloc.
Ascensiunea lui Nicolae Grigorescu anunțată la Expoziția artiștilor în viață din anul 1870 și validată la expoziția similară din anul 1873 a dus la rărirea participării lui Stăncescu la manifestările artistice.  El a continuat să se mențină din cauza inerției de sistem în rolul de factotum al artei. După anul 1900, fără să lase niciun tablou care să poată fi expus în vreun muzeu din România este cu totul uitat și trece în neființă la vârsta de 72 de ani (1909). El nu a făcut nici măcar o o figură onorabilă printre contemporanii lui pe care i-a îndrumat și organizat atât cât a trăit.
A avut ca elevi pe  Constantin Brâncuși, Jean Steriadi, Camil Ressu, Ștefan Luchian, Nicolae Petrescu-Găină și mulți alții.

## Activitate expozițională

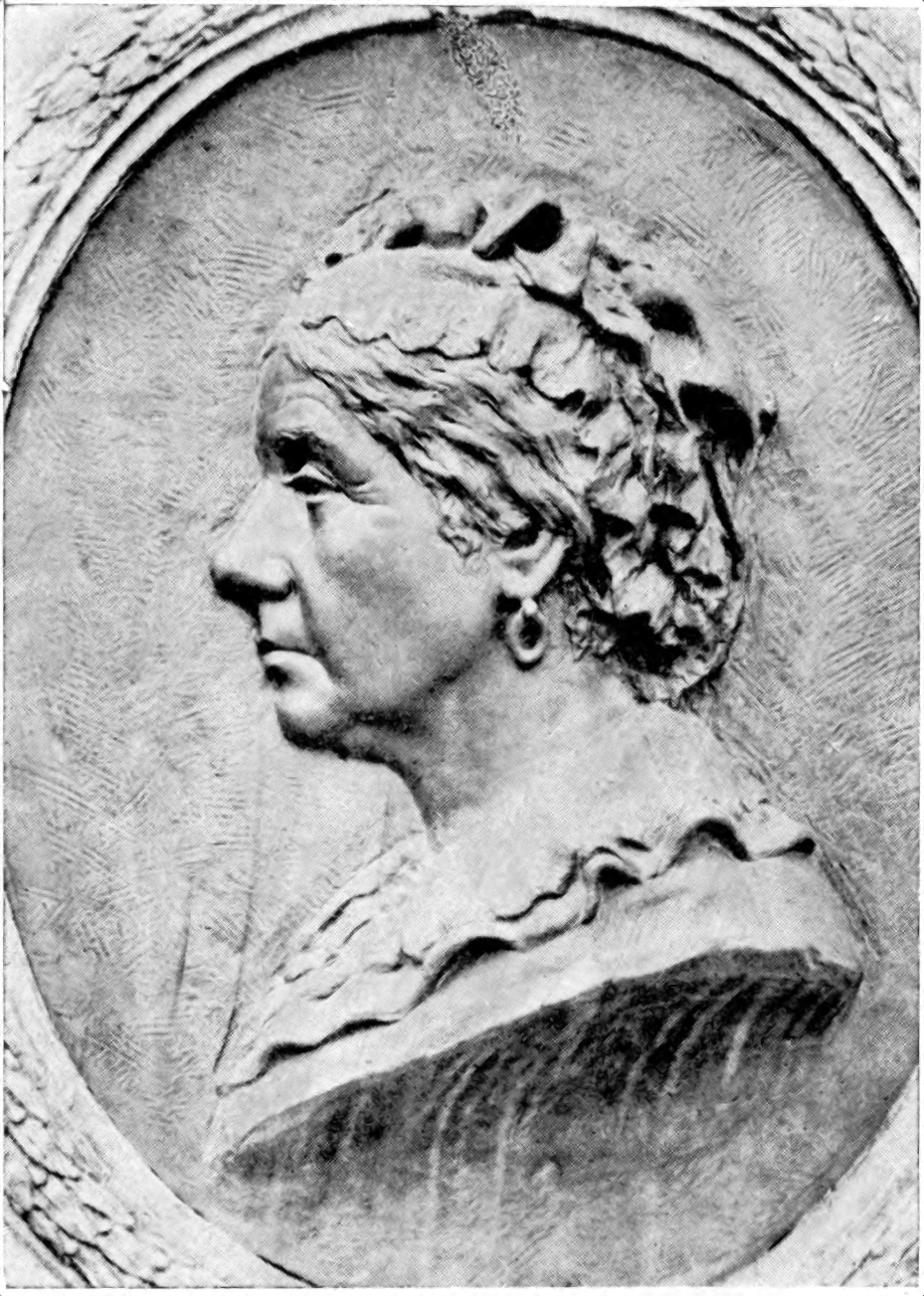
Maria Stăncescu - de Ion Georgescu

## Opera

### Pictură
Până în anul 1875, Constantin I. Stăncescu a prezentat ca expozant la Expozițiile artiștilor în viață 10 - 12 lucrări, majoritatea realizate peste hotare. Anul 1880 îl găsește ca participant la expoziții, expunând un număr semnificativ de mare de lucrări, cele mai multe dintre ele fiind rodul anilor săi de studii. Relevator în acest sens este darea de seamă difuzată de periodicul „Binele Publicu" la 20 noiembrie 1880, privind expoziția organizată de „Concordia Română" la București. În această dare de seamă se pot vedea titlurile lucrărilor cu care a participat Stăncescu: șase tablouri în total, din care trei au fost trecute ca fiind copii: o Madonă după Giovanni Battista Salvi da Sassoferrato, Furnarina un pastel după Rafael și un Vas cu flori după Nicolae Grigorescu. Celelalte trei tablouri: două naturi statice în pastel intitulate Grup de vase și Scrumbii și al treilea o scenă de gen intitulată Ophelia.
Din informațiile transmise de criticul și istoricul de artă Ion Frunzetti, majoritatea portretelor desenate în creion sau cărbune - circa 150 de lucrări, au fost eliminate din toate colecțiile unde iscusința artistului le-a plasat în timpul vieții. Din creația sa au rămas câteva naturi statice mici lucrate în tehnica pastelului într-un stil chiar inferior celui care se propune începătorilor: Mere și rodii, Ceapă, Conopidă și gulii și Ridichi și sfecle.

### Scrieri
- Ce este frumusețea? Artele plastice în România între anii 1848- 1878. Cum se judecă operele de artă, [de] C. I. Stăncescu Director al Muzeului și al Școalei naționale de bele-arte din București. București, Editura Librăriei Carol Muller (Tip. Nouă Grigore Panaitescu), 1896. (14,5 x 10). 102[-104] p. cu portr. 30 bani. (Biblioteca pentru toți 71) (I 127421); Idem. Ed. II. București, Editura Librăriei Leon Alcalay, [1898?]. (14,5 x 10). 2 f., 96 p. cu portr. 30 bani. (Biblioteca pentru toți 71) (I 127420) Cu o prefață de Dumitru Stăncescu. Datat după alte nr. ale colecției.[12]
- Cistanciada. Epopee serioasă în șesse cânturi de Sacru Pienesuf [de Constantin I. Stăncescu] Doctoru în littere și artistu. Bucuresci (Tip. Modernă Gr. Luis), 1881. (13,5 x 10). 29 p. (I 391283) Autorul, identificat după fișa din catalogul BAR.
- Despre societățile civile în dreptul roman și român. Thesă pentru licență susținută de Constantin I. Stăncescu. București. Grecescu, 18??. 8°. 136 p. 5 lei. (BR, 2 (1880), nr. 11, nov. p. 250)
- Treispredece Septembre 1848. Tablou naționalu într'unu actu - de Constantinu I. Stăncescu. Bucuresci (Tip. Lui Emanuelu Popescu), 1861. (22,5 x 14,5). 44 p. 1/2 sfanț. (II 393463)
- Costin și Radu, 1897.

## Galerie imagini

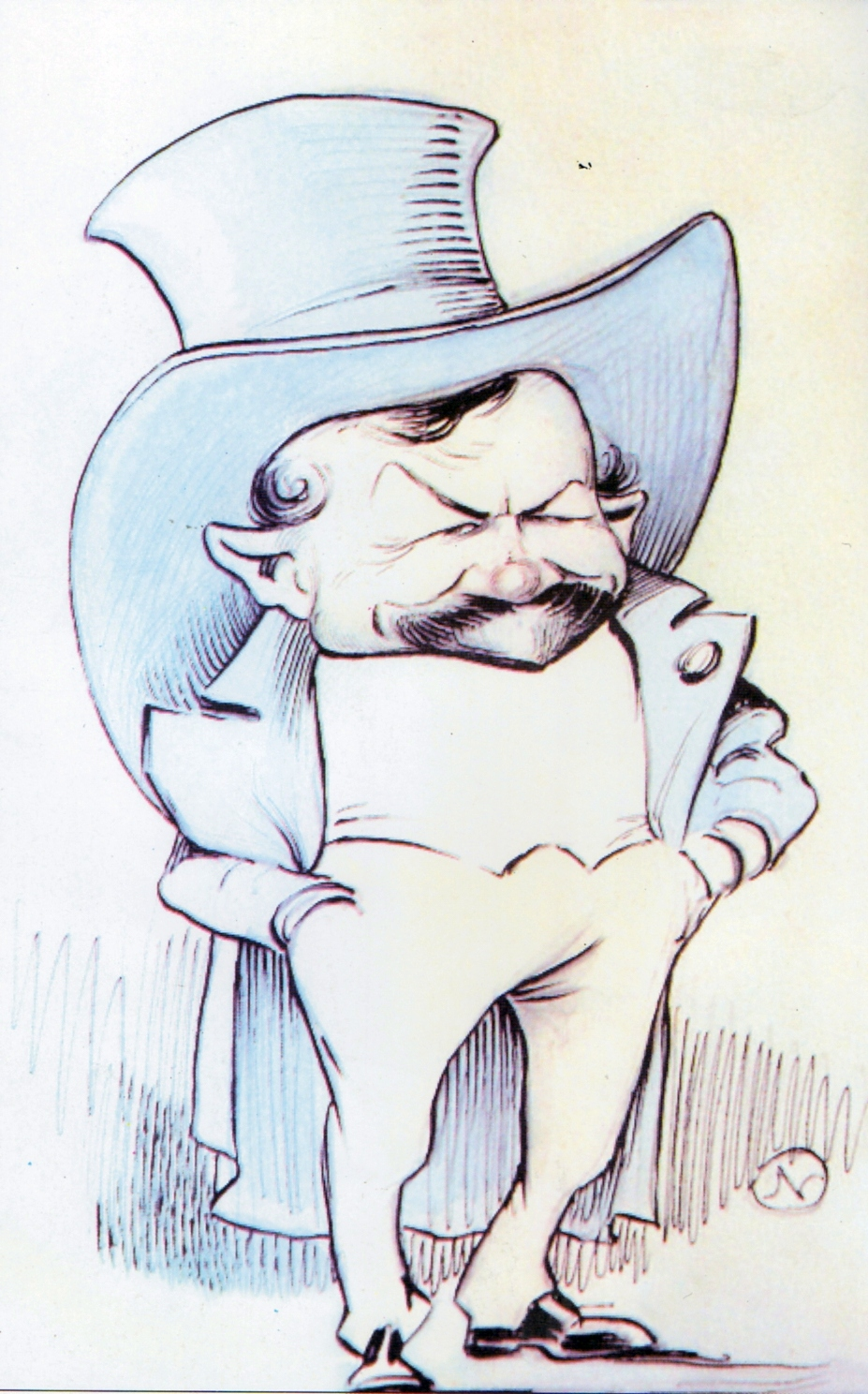
Caricatură de Nicolae S. Petrescu-Găină
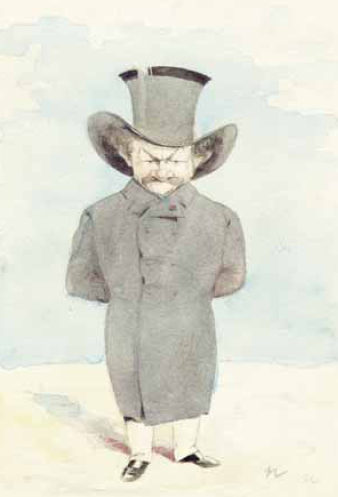
Idem
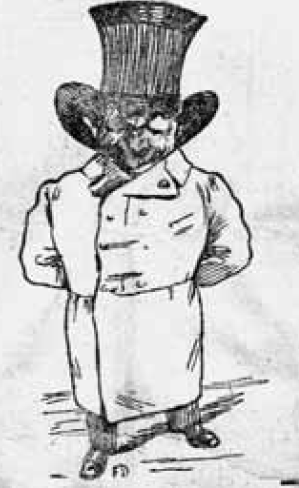
Idem